# Leo Trouet
Leo (Léon) Trouet (* 6. April 1887 in Malmedy; † 2./3. November 1944 in Köln) war Jurist und Notar. Im Jahr 1927 wählte ihn der Stadtrat von Eupen zum Bürgermeister, doch die belgische Regierung lehnte ihn ab. Er starb als Gegner des NS-Regimes.

## Lebenslauf
Der Sohn eines Lederfabrikanten besuchte das Augusta-Victoria-Gymnasium (später Emil-Fischer-Gymnasium) in Euskirchen. Er bestand dort 1907 das Abitur und studierte Rechtswissenschaft, zunächst in München, wo er 1907/08 Mitglied des K.St.V. Rheno-Bavaria im Kartellverband katholischer deutscher Studentenvereine (KV) wurde. Er wechselte später an die Universität Berlin und trat dort der K.St.V. Guestphalia bei (heute K.St.V. Guestphalia-Berlin zu Frankfurt am Main). Ein erneuter Studienortwechsel führte ihn an die Rheinische Friedrich-Wilhelms-Universität in Bonn. Hier schloss er sich 1910 dem K.St.V. Arminia an und beendete sein Jurastudium.
Ab 1912 Referendar in Köln, ging er 1914 nach Aachen. Mit dem Ausbruch des Ersten Weltkriegs unterbrach Trouet seine Ausbildung als Referendar und wurde Soldat. Im Jahre 1917 kehrte er in den Assessorendienst nach Malmedy, 1920 nach Aachen zurück.
Auf Grund des Versailler Friedensvertrages wurde Trouets Heimat am 10. Januar 1920 belgisches Staatsgebiet. Er kam 1922 als Gerichtsassessor und Rechtsanwalt nach Eupen und wurde in den ersten belgischen Eupener Stadtrat gewählt. Seine Kandidatur zum Bürgermeister von Eupen, 1927 von der katholischen Partei vorgeschlagen, wurde von der belgischen Regierung abgelehnt. Mangels eines anderen Bewerbers für das Amt nahm Trouet die Geschäfte als kommissarischer Bürgermeister wahr, musste jedoch ein Jahr darauf auf Druck der belgischen Regierung zurücktreten. Der belgische Innenminister setzte daraufhin Hugo Zimmermann als eine Art „Zwangsbürgermeister“ ein. In den 1930er Jahren wurde Trouet Notar in Eupen.
Am 18. Mai 1940 wurden Eupen und Malmedy von deutschen Truppen annektiert. Kurz bevor die Alliierten am 11. September 1944 die Stadt Eupen befreiten, hatte die Gestapo die Verhaftung Trouets und weiterer entschiedener Gegner des NS-Regimes veranlasst. Trouet wurde nach Köln in das berüchtigte Gefängnis Klingelpütz gebracht. Er starb „infolge von Mißhandlungen durch die Gestapo“ in der Nacht vom 2. auf den 3. November 1944. Er hinterließ eine Frau und drei erwachsene Kinder.

## Ehrungen
Im Jahr 1999 hat die katholische Kirche Leo Trouet als Glaubenszeugen in das deutsche Martyrologium des 20. Jahrhunderts aufgenommen.